# Bandolero (Mula B)
Bandolero is een lied van de Nederlandse rapper Mula B. Het werd in 2018 als single uitgebracht en stond in hetzelfde jaar als vierde track op het album Meesterplusser.

## Achtergrond
Bandolero is geschreven door Eldrick Nedd en Hicham Gieskes en geproduceerd door PalenkoBeatz. Het is een lied uit het genre nederhop. In het lied rapt de artiest over zijn straatleven. Bij het lied werd een videoclip gemaakt welke is opgenomen in Colombia. De single heeft in Nederland de platina status.
Het nummer werd in televisieprogramma Ali B op volle toeren door Syb van der Ploeg bewerkt.

## Hitnoteringen
De rapper had succes met het lied in de hitlijsten van Nederland. Het piekte op de tiende plaats van de Single Top 100 en stond negentien weken in deze lijst. De Nederlandse Top 40 werd niet bereikt; hier kwam het tot de eerste plaats van de Tipparade.